# Lista över fornlämningar i Härnösands kommun
Lista över fornlämningar i Härnösands kommun är en förteckning av ett urval av de fornlämningar som finns i Härnösands kommun.

## Hemsö
| Namn       | Lämningstyp  | Tillkomsttid | Historisk indelning | Plats | Läge                 | ID-nr          | Bild                                      |
| ---------- | ------------ | ------------ | ------------------- | ----- | -------------------- | -------------- | ----------------------------------------- |
| Hemsö 2:1  | Fiskeläge    |              | Hemsö, Ångermanland |       | 62.707701, 18.130867 | 10246700020001 | Ladda upp en till bild av detta fornminne |
| Hemsö 27:1 | Fiskeläge    |              | Hemsö, Ångermanland |       | 62.732272, 18.156736 | 10246700270001 | Ladda upp en bild av detta fornminne      |
| Hemsö 58   | Kyrka/kapell |              | Hemsö, Ångermanland |       | 62.719867, 18.115622 | 12000000039345 | Ladda upp en bild av detta fornminne      |

## Häggdånger
| Namn                                    | Lämningstyp                      | Tillkomsttid | Historisk indelning      | Plats | Läge                 | ID-nr          | Bild                                 |
| --------------------------------------- | -------------------------------- | ------------ | ------------------------ | ----- | -------------------- | -------------- | ------------------------------------ |
| Häggdånger 1:1                          | Hög                              |              | Häggdånger, Ångermanland |       | 62.543789, 17.825616 | 10246900010001 | Ladda upp en bild av detta fornminne |
| Häggdånger 1:2                          | Stensättning                     |              | Häggdånger, Ångermanland |       | 62.543988, 17.825292 | 10246900010002 | Ladda upp en bild av detta fornminne |
| Häggdånger 1:3                          | Stensättning                     |              | Häggdånger, Ångermanland |       | 62.543958, 17.825457 | 10246900010003 | Ladda upp en bild av detta fornminne |
| Häggdånger 1:4                          | Stensättning                     |              | Häggdånger, Ångermanland |       | 62.543819, 17.825385 | 10246900010004 | Ladda upp en bild av detta fornminne |
| Häggdånger 2:1                          | Hög                              |              | Häggdånger, Ångermanland |       | 62.550392, 17.819895 | 10246900020001 | Ladda upp en bild av detta fornminne |
| Häggdånger 2:2                          | Hög                              |              | Häggdånger, Ångermanland |       | 62.550503, 17.819817 | 10246900020002 | Ladda upp en bild av detta fornminne |
| Häggdånger 2:3                          | Hög                              |              | Häggdånger, Ångermanland |       | 62.550438, 17.819660 | 10246900020003 | Ladda upp en bild av detta fornminne |
| Häggdånger 2:4                          | Stensättning                     |              | Häggdånger, Ångermanland |       | 62.550367, 17.819576 | 10246900020004 | Ladda upp en bild av detta fornminne |
| Häggdånger 3:1                          | Gravfält                         |              | Häggdånger, Ångermanland |       | 62.555642, 17.827384 | 10246900030001 | Ladda upp en bild av detta fornminne |
| Häggdånger 4:1                          | Hög                              |              | Häggdånger, Ångermanland |       | 62.555852, 17.828470 | 10246900040001 | Ladda upp en bild av detta fornminne |
| Häggdånger 4:2                          | Hög                              |              | Häggdånger, Ångermanland |       | 62.556100, 17.828185 | 10246900040002 | Ladda upp en bild av detta fornminne |
| Häggdånger 5:1                          | Stensättning                     |              | Häggdånger, Ångermanland |       | 62.560918, 17.821570 | 10246900050001 | Ladda upp en bild av detta fornminne |
| Häggdånger 5:2                          | Stensättning                     |              | Häggdånger, Ångermanland |       | 62.560966, 17.821736 | 10246900050002 | Ladda upp en bild av detta fornminne |
| Häggdånger 11:1                         | Röse                             |              | Häggdånger, Ångermanland |       | 62.559953, 17.897878 | 10246900110001 | Ladda upp en bild av detta fornminne |
| Häggdånger 12:1                         | Röse                             |              | Häggdånger, Ångermanland |       | 62.562843, 17.907600 | 10246900120001 | Ladda upp en bild av detta fornminne |
| Häggdånger 12:2                         | Stensättning                     |              | Häggdånger, Ångermanland |       | 62.562768, 17.907447 | 10246900120002 | Ladda upp en bild av detta fornminne |
| Häggdånger 12:3                         | Stensättning                     |              | Häggdånger, Ångermanland |       | 62.562709, 17.907419 | 10246900120003 | Ladda upp en bild av detta fornminne |
| Häggdånger 12:4                         | Stensättning                     |              | Häggdånger, Ångermanland |       | 62.562663, 17.907283 | 10246900120004 | Ladda upp en bild av detta fornminne |
| Häggdånger 13:1                         | Röse                             |              | Häggdånger, Ångermanland |       | 62.562715, 17.909174 | 10246900130001 | Ladda upp en bild av detta fornminne |
| Häggdånger 14:1                         | Hög                              |              | Häggdånger, Ångermanland |       | 62.536802, 17.823198 | 10246900140001 | Ladda upp en bild av detta fornminne |
| Häggdånger 14:4                         | Hög                              |              | Häggdånger, Ångermanland |       | 62.537032, 17.823094 | 10246900140004 | Ladda upp en bild av detta fornminne |
| Häggdånger 14:5                         | Stensättning                     |              | Häggdånger, Ångermanland |       | 62.537315, 17.823372 | 10246900140005 | Ladda upp en bild av detta fornminne |
| Häggdånger 15:1                         | Röse                             |              | Häggdånger, Ångermanland |       | 62.550955, 17.881337 | 10246900150001 | Ladda upp en bild av detta fornminne |
| Häggdånger 15:2                         | Röse                             |              | Häggdånger, Ångermanland |       | 62.551135, 17.881223 | 10246900150002 | Ladda upp en bild av detta fornminne |
| Häggdånger 16:1                         | Röse                             |              | Häggdånger, Ångermanland |       | 62.546894, 17.897446 | 10246900160001 | Ladda upp en bild av detta fornminne |
| Häggdånger 16:2                         | Stensättning                     |              | Häggdånger, Ångermanland |       | 62.546848, 17.897966 | 10246900160002 | Ladda upp en bild av detta fornminne |
| Häggdånger 17:1                         | Röse                             |              | Häggdånger, Ångermanland |       | 62.549968, 17.902956 | 10246900170001 | Ladda upp en bild av detta fornminne |
| Häggdånger 19:1                         | Röse                             |              | Häggdånger, Ångermanland |       | 62.509916, 17.882461 | 10246900190001 | Ladda upp en bild av detta fornminne |
| Häggdånger 19:2                         | Röse                             |              | Häggdånger, Ångermanland |       | 62.510021, 17.882670 | 10246900190002 | Ladda upp en bild av detta fornminne |
| Häggdånger 20:1                         | Röse                             |              | Häggdånger, Ångermanland |       | 62.510432, 17.883002 | 10246900200001 | Ladda upp en bild av detta fornminne |
| Häggdånger 22:1                         | Röse                             |              | Häggdånger, Ångermanland |       | 62.493535, 17.811557 | 10246900220001 | Ladda upp en bild av detta fornminne |
| Häggdånger 23:1                         | Röse                             |              | Häggdånger, Ångermanland |       | 62.485524, 17.810084 | 10246900230001 | Ladda upp en bild av detta fornminne |
| Häggdånger 23:2                         | Röse                             |              | Häggdånger, Ångermanland |       | 62.485537, 17.809845 | 10246900230002 | Ladda upp en bild av detta fornminne |
| Häggdånger 24:1                         | Röse                             |              | Häggdånger, Ångermanland |       | 62.489904, 17.812227 | 10246900240001 | Ladda upp en bild av detta fornminne |
| Häggdånger 26:1                         | Röse                             |              | Häggdånger, Ångermanland |       | 62.507606, 17.861915 | 10246900260001 | Ladda upp en bild av detta fornminne |
| Häggdånger 29:1                         | Röse                             |              | Häggdånger, Ångermanland |       | 62.497516, 17.840292 | 10246900290001 | Ladda upp en bild av detta fornminne |
| Häggdånger 30:1                         | Gravfält                         |              | Häggdånger, Ångermanland |       | 62.492387, 17.842961 | 10246900300001 | Ladda upp en bild av detta fornminne |
| Häggdånger 31:1                         | Röse                             |              | Häggdånger, Ångermanland |       | 62.491320, 17.841671 | 10246900310001 | Ladda upp en bild av detta fornminne |
| Häggdånger 32:1                         | Röse                             |              | Häggdånger, Ångermanland |       | 62.492519, 17.812054 | 10246900320001 | Ladda upp en bild av detta fornminne |
| Flöggtorpet (Häggdånger 82:1)           | Lägenhetsbebyggelse              |              | Häggdånger, Ångermanland |       | 62.585545, 17.808433 | 10246900820001 | Ladda upp en bild av detta fornminne |
| Häggdånger 91:1                         | Stensättning                     |              | Häggdånger, Ångermanland |       | 62.554284, 17.853570 | 10246900910001 | Ladda upp en bild av detta fornminne |
| Häggdånger 91:2                         | Stensättning                     |              | Häggdånger, Ångermanland |       | 62.554220, 17.853769 | 10246900910002 | Ladda upp en bild av detta fornminne |
| Högåkern (Häggdånger 114:1)             | Gravfält                         |              | Häggdånger, Ångermanland |       | 62.542710, 17.830427 | 10246901140001 | Ladda upp en bild av detta fornminne |
| Häggdånger 124:1                        | Stensättning                     |              | Häggdånger, Ångermanland |       | 62.493498, 17.812284 | 10246901240001 | Ladda upp en bild av detta fornminne |
| Häggdånger 125:1                        | Röse                             |              | Häggdånger, Ångermanland |       | 62.483156, 17.812956 | 10246901250001 | Ladda upp en bild av detta fornminne |
| Häggdånger 125:3                        | Stensättning                     |              | Häggdånger, Ångermanland |       | 62.483320, 17.813573 | 10246901250003 | Ladda upp en bild av detta fornminne |
| Bockudden-Bockberget (Häggdånger 132:1) | Ristning, medeltid/historisk tid |              | Häggdånger, Ångermanland |       | 62.495003, 17.850192 | 10246901320001 | Ladda upp en bild av detta fornminne |
| Häggdånger 140:1                        | Röse                             |              | Häggdånger, Ångermanland |       | 62.506847, 17.860232 | 10246901400001 | Ladda upp en bild av detta fornminne |
| Häggdånger 143:1                        | Stensättning                     |              | Häggdånger, Ångermanland |       | 62.485142, 17.811444 | 10246901430001 | Ladda upp en bild av detta fornminne |
| Häggdånger 159:1                        | Stensättning                     |              | Häggdånger, Ångermanland |       | 62.510118, 17.882425 | 10246901590001 | Ladda upp en bild av detta fornminne |
| Häggdånger 160:1                        | Ristning, medeltid/historisk tid |              | Häggdånger, Ångermanland |       | 62.513231, 17.889553 | 10246901600001 | Ladda upp en bild av detta fornminne |
| Häggdånger 163:1                        | Ristning, medeltid/historisk tid |              | Häggdånger, Ångermanland |       | 62.485271, 17.819663 | 10246901630001 | Ladda upp en bild av detta fornminne |
| Bånggrundet (Häggdånger 168:1)          | Minnesmärke                      |              | Häggdånger, Ångermanland |       | 62.492965, 17.809920 | 10246901680001 | Ladda upp en bild av detta fornminne |
| Häggdånger 177:1                        | Stensättning                     |              | Häggdånger, Ångermanland |       | 62.556705, 17.906498 | 10246901770001 | Ladda upp en bild av detta fornminne |
| Häggdånger 178:1                        | Röse                             |              | Häggdånger, Ångermanland |       | 62.553372, 17.886298 | 10246901780001 | Ladda upp en bild av detta fornminne |
| Häggdånger 179:1                        | Röse                             |              | Häggdånger, Ångermanland |       | 62.560063, 17.908771 | 10246901790001 | Ladda upp en bild av detta fornminne |

## Härnösand
| Namn           | Lämningstyp                      | Tillkomsttid | Historisk indelning     | Plats | Läge                 | ID-nr          | Bild                                 |
| -------------- | -------------------------------- | ------------ | ----------------------- | ----- | -------------------- | -------------- | ------------------------------------ |
| Härnösand 1:1  | Gravfält                         |              | Härnösand, Ångermanland |       | 62.619281, 17.992782 | 10247000010001 | Ladda upp en bild av detta fornminne |
| Härnösand 2:1  | Gravfält                         |              | Härnösand, Ångermanland |       | 62.613543, 18.008102 | 10247000020001 | Ladda upp en bild av detta fornminne |
| Härnösand 4:1  | Gravfält                         |              | Härnösand, Ångermanland |       | 62.612637, 18.012801 | 10247000040001 | Ladda upp en bild av detta fornminne |
| Härnösand 5:1  | Hög                              |              | Härnösand, Ångermanland |       | 62.601378, 18.005914 | 10247000050001 | Ladda upp en bild av detta fornminne |
| Härnösand 6:1  | Röse                             |              | Härnösand, Ångermanland |       | 62.589789, 17.938963 | 10247000060001 | Ladda upp en bild av detta fornminne |
| Härnösand 6:2  | Röse                             |              | Härnösand, Ångermanland |       | 62.589580, 17.939100 | 10247000060002 | Ladda upp en bild av detta fornminne |
| Härnösand 7:1  | Röse                             |              | Härnösand, Ångermanland |       | 62.590903, 17.939302 | 10247000070001 | Ladda upp en bild av detta fornminne |
| Härnösand 9:1  | Röse                             |              | Härnösand, Ångermanland |       | 62.595319, 17.945126 | 10247000090001 | Ladda upp en bild av detta fornminne |
| Härnösand 9:2  | Röse                             |              | Härnösand, Ångermanland |       | 62.595229, 17.945392 | 10247000090002 | Ladda upp en bild av detta fornminne |
| Härnösand 12:1 | Röse                             |              | Härnösand, Ångermanland |       | 62.602642, 17.937991 | 10247000120001 | Ladda upp en bild av detta fornminne |
| Härnösand 17:1 | Gravfält                         |              | Härnösand, Ångermanland |       | 62.627186, 17.929183 | 10247000170001 | Ladda upp en bild av detta fornminne |
| Härnösand 18:1 | Hög                              |              | Härnösand, Ångermanland |       | 62.626542, 17.929384 | 10247000180001 | Ladda upp en bild av detta fornminne |
| Härnösand 18:2 | Hög                              |              | Härnösand, Ångermanland |       | 62.626423, 17.929327 | 10247000180002 | Ladda upp en bild av detta fornminne |
| Härnösand 19:1 | Stensättning                     |              | Härnösand, Ångermanland |       | 62.628008, 17.928415 | 10247000190001 | Ladda upp en bild av detta fornminne |
| Härnösand 25:1 | Begravningsplats                 |              | Härnösand, Ångermanland |       | 62.630987, 17.941060 | 10247000250001 | Ladda upp en bild av detta fornminne |
| Härnösand 40:1 | Stensättning                     |              | Härnösand, Ångermanland |       | 62.634681, 17.956613 | 10247000400001 | Ladda upp en bild av detta fornminne |
| Härnösand 41:1 | Stensättning                     |              | Härnösand, Ångermanland |       | 62.628845, 17.973268 | 10247000410001 | Ladda upp en bild av detta fornminne |
| Härnösand 44:1 | Ristning, medeltid/historisk tid |              | Härnösand, Ångermanland |       | 62.615620, 18.060960 | 10247000440001 | Ladda upp en bild av detta fornminne |
| Härnösand 45:1 | Ristning, medeltid/historisk tid |              | Härnösand, Ångermanland |       | 62.618962, 18.054731 | 10247000450001 | Ladda upp en bild av detta fornminne |
| Härnösand 45:2 | Ristning, medeltid/historisk tid |              | Härnösand, Ångermanland |       | 62.619080, 18.055984 | 10247000450002 | Ladda upp en bild av detta fornminne |
| Härnösand 45:3 | Ristning, medeltid/historisk tid |              | Härnösand, Ångermanland |       | 62.618500, 18.057746 | 10247000450003 | Ladda upp en bild av detta fornminne |
| Härnösand 46:1 | Ristning, medeltid/historisk tid |              | Härnösand, Ångermanland |       | 62.613041, 18.062572 | 10247000460001 | Ladda upp en bild av detta fornminne |
| Härnösand 47:1 | Hög                              |              | Härnösand, Ångermanland |       | 62.621938, 17.947571 | 10247000470001 | Ladda upp en bild av detta fornminne |
| Härnösand 65:1 | Hög                              |              | Härnösand, Ångermanland |       | 62.623380, 17.965725 | 10247000650001 | Ladda upp en bild av detta fornminne |
| Härnösand 67:1 | Stensättning                     |              | Härnösand, Ångermanland |       | 62.594215, 17.973179 | 10247000670001 | Ladda upp en bild av detta fornminne |
| Härnösand 68:1 | Hög                              |              | Härnösand, Ångermanland |       | 62.595914, 17.971765 | 10247000680001 | Ladda upp en bild av detta fornminne |

## Högsjö
| Namn                          | Lämningstyp  | Tillkomsttid | Historisk indelning  | Plats | Läge                 | ID-nr          | Bild                                      |
| ----------------------------- | ------------ | ------------ | -------------------- | ----- | -------------------- | -------------- | ----------------------------------------- |
| Högsjö 3:1                    | Minnesmärke  |              | Högsjö, Ångermanland |       | 62.475693, 17.502159 | 10247200030001 | Ladda upp en till bild av detta fornminne |
| Högsjö 4:1                    | Röse         |              | Högsjö, Ångermanland |       | 62.797697, 17.914990 | 10247200040001 | Ladda upp en bild av detta fornminne      |
| Högsjö 4:2                    | Röse         |              | Högsjö, Ångermanland |       | 62.797587, 17.914927 | 10247200040002 | Ladda upp en bild av detta fornminne      |
| Högsjö 4:3                    | Röse         |              | Högsjö, Ångermanland |       | 62.797516, 17.915199 | 10247200040003 | Ladda upp en bild av detta fornminne      |
| Högsjö 5:1                    | Stensättning |              | Högsjö, Ångermanland |       | 62.793117, 17.918221 | 10247200050001 | Ladda upp en bild av detta fornminne      |
| Högsjö 6:1                    | Röse         |              | Högsjö, Ångermanland |       | 62.780072, 17.933729 | 10247200060001 | Ladda upp en bild av detta fornminne      |
| Högsjö 6:2                    | Röse         |              | Högsjö, Ångermanland |       | 62.780055, 17.934021 | 10247200060002 | Ladda upp en bild av detta fornminne      |
| Högsjö 7:1                    | Röse         |              | Högsjö, Ångermanland |       | 62.798004, 17.913901 | 10247200070001 | Ladda upp en bild av detta fornminne      |
| Högsjö 10:1                   | Röse         |              | Högsjö, Ångermanland |       | 62.744385, 17.960022 | 10247200100001 | Ladda upp en bild av detta fornminne      |
| Högsjö 11:1                   | Röse         |              | Högsjö, Ångermanland |       | 62.746711, 17.961925 | 10247200110001 | Ladda upp en bild av detta fornminne      |
| Högsjö 11:2                   | Röse         |              | Högsjö, Ångermanland |       | 62.746686, 17.962197 | 10247200110002 | Ladda upp en bild av detta fornminne      |
| Högsjö 11:3                   | Röse         |              | Högsjö, Ångermanland |       | 62.746682, 17.961571 | 10247200110003 | Ladda upp en bild av detta fornminne      |
| Högsjö 11:4                   | Röse         |              | Högsjö, Ångermanland |       | 62.746544, 17.962529 | 10247200110004 | Ladda upp en bild av detta fornminne      |
| Högsjö 13:1                   | Röse         |              | Högsjö, Ångermanland |       | 62.717316, 17.972513 | 10247200130001 | Ladda upp en bild av detta fornminne      |
| Högsjö 14:1                   | Röse         |              | Högsjö, Ångermanland |       | 62.789636, 17.944987 | 10247200140001 | Ladda upp en bild av detta fornminne      |
| Högsjö 18:1                   | Röse         |              | Högsjö, Ångermanland |       | 62.706872, 17.982885 | 10247200180001 | Ladda upp en bild av detta fornminne      |
| Högsjö 20:1                   | Röse         |              | Högsjö, Ångermanland |       | 62.745959, 17.963623 | 10247200200001 | Ladda upp en bild av detta fornminne      |
| Högsjö 31:1                   | Röse         |              | Högsjö, Ångermanland |       | 62.776538, 17.927975 | 10247200310001 | Ladda upp en bild av detta fornminne      |
| Högsjö 37:1                   | Stensättning |              | Högsjö, Ångermanland |       | 62.791172, 17.929613 | 10247200370001 | Ladda upp en bild av detta fornminne      |
| Högsjö 37:2                   | Stensättning |              | Högsjö, Ångermanland |       | 62.791297, 17.929866 | 10247200370002 | Ladda upp en bild av detta fornminne      |
| Gammfäboden (Högsjö 103:1)    | Fäbod        |              | Högsjö, Ångermanland |       | 62.785445, 17.752878 | 10247201030001 | Ladda upp en bild av detta fornminne      |
| Ramsjöfäbodar (Högsjö 114:1)  | Fäbod        |              | Högsjö, Ångermanland |       | 62.825635, 17.575955 | 10247201140001 | Ladda upp en bild av detta fornminne      |
| Bölenfäbodarna (Högsjö 115:1) | Fäbod        |              | Högsjö, Ångermanland |       | 62.830734, 17.574714 | 10247201150001 | Ladda upp en bild av detta fornminne      |
| Högsjö 125:1                  | Röse         |              | Högsjö, Ångermanland |       | 62.717671, 17.971427 | 10247201250001 | Ladda upp en bild av detta fornminne      |
| Högsjö 151:1                  | Stensättning |              | Högsjö, Ångermanland |       | 62.787102, 17.949071 | 10247201510001 | Ladda upp en bild av detta fornminne      |
| Högsjö 189                    | Stensättning |              | Högsjö, Ångermanland |       | 62.800161, 17.909361 | 12000000036036 | Ladda upp en bild av detta fornminne      |

## Stigsjö
| Namn                                   | Lämningstyp | Tillkomsttid | Historisk indelning   | Plats | Läge                 | ID-nr          | Bild                                      |
| -------------------------------------- | ----------- | ------------ | --------------------- | ----- | -------------------- | -------------- | ----------------------------------------- |
| Stigsjö 1:1                            | Minnesmärke |              | Stigsjö, Ångermanland |       | 62.711734, 17.581158 | 10249400010001 | Ladda upp en till bild av detta fornminne |
| Smöråkers gamla fäbodar (Stigsjö 75:1) | Fäbod       |              | Stigsjö, Ångermanland |       | 62.686689, 17.665895 | 10249400750001 | Ladda upp en bild av detta fornminne      |
| Solbergs fäbodvall (Stigsjö 82:1)      | Fäbod       |              | Stigsjö, Ångermanland |       | 62.694096, 17.657989 | 10249400820001 | Ladda upp en bild av detta fornminne      |
| Skjollstabodarna (Stigsjö 98:1)        | Fäbod       |              | Stigsjö, Ångermanland |       | 62.680185, 17.710185 | 10249400980001 | Ladda upp en bild av detta fornminne      |

## Säbrå
| Namn                                    | Lämningstyp      | Tillkomsttid | Historisk indelning | Plats | Läge                 | ID-nr          | Bild                                      |
| --------------------------------------- | ---------------- | ------------ | ------------------- | ----- | -------------------- | -------------- | ----------------------------------------- |
| Säbrå 1:1                               | Röse             |              | Säbrå, Ångermanland |       | 62.594298, 17.922551 | 10249900010001 | Ladda upp en bild av detta fornminne      |
| Säbrå 1:2                               | Röse             |              | Säbrå, Ångermanland |       | 62.594142, 17.922793 | 10249900010002 | Ladda upp en bild av detta fornminne      |
| Säbrå 2:1                               | Röse             |              | Säbrå, Ångermanland |       | 62.588075, 17.903549 | 10249900020001 | Ladda upp en bild av detta fornminne      |
| Säbrå 2:2                               | Stensättning     |              | Säbrå, Ångermanland |       | 62.588186, 17.903409 | 10249900020002 | Ladda upp en bild av detta fornminne      |
| Säbrå 3:1                               | Röse             |              | Säbrå, Ångermanland |       | 62.598186, 17.907468 | 10249900030001 | Ladda upp en bild av detta fornminne      |
| Säbrå 3:2                               | Röse             |              | Säbrå, Ångermanland |       | 62.598233, 17.907658 | 10249900030002 | Ladda upp en bild av detta fornminne      |
| Säbrå 3:3                               | Röse             |              | Säbrå, Ångermanland |       | 62.597930, 17.907379 | 10249900030003 | Ladda upp en bild av detta fornminne      |
| Säbrå 3:4                               | Stensättning     |              | Säbrå, Ångermanland |       | 62.597973, 17.907156 | 10249900030004 | Ladda upp en bild av detta fornminne      |
| Säbrå 4:1                               | Röse             |              | Säbrå, Ångermanland |       | 62.576182, 17.907186 | 10249900040001 | Ladda upp en bild av detta fornminne      |
| Säbrå 4:2                               | Stensättning     |              | Säbrå, Ångermanland |       | 62.576281, 17.907053 | 10249900040002 | Ladda upp en bild av detta fornminne      |
| Säbrå 5:1                               | Röse             |              | Säbrå, Ångermanland |       | 62.563745, 17.914127 | 10249900050001 | Ladda upp en bild av detta fornminne      |
| Säbrå 6:1                               | Röse             |              | Säbrå, Ångermanland |       | 62.601195, 17.920073 | 10249900060001 | Ladda upp en bild av detta fornminne      |
| Säbrå 6:2                               | Stensättning     |              | Säbrå, Ångermanland |       | 62.601096, 17.919897 | 10249900060002 | Ladda upp en bild av detta fornminne      |
| Säbrå 7:1                               | Röse             |              | Säbrå, Ångermanland |       | 62.603542, 17.921994 | 10249900070001 | Ladda upp en bild av detta fornminne      |
| Säbrå 10:1                              | Hög              |              | Säbrå, Ångermanland |       | 62.616203, 17.829051 | 10249900100001 | Ladda upp en bild av detta fornminne      |
| Säbrå 13:1                              | Begravningsplats |              | Säbrå, Ångermanland |       | 62.640513, 17.841908 | 10249900130001 | Ladda upp en till bild av detta fornminne |
| Säbrå 15:1                              | Hög              |              | Säbrå, Ångermanland |       | 62.636965, 17.879431 | 10249900150001 | Ladda upp en bild av detta fornminne      |
| Säbrå 16:1                              | Gravfält         |              | Säbrå, Ångermanland |       | 62.652732, 17.923952 | 10249900160001 | Ladda upp en bild av detta fornminne      |
| Säbrå 17:1                              | Röse             |              | Säbrå, Ångermanland |       | 62.651170, 17.925605 | 10249900170001 | Ladda upp en bild av detta fornminne      |
| Säbrå 18:1                              | Röse             |              | Säbrå, Ångermanland |       | 62.650411, 17.925810 | 10249900180001 | Ladda upp en bild av detta fornminne      |
| Säbrå 18:2                              | Röse             |              | Säbrå, Ångermanland |       | 62.650420, 17.926205 | 10249900180002 | Ladda upp en bild av detta fornminne      |
| Säbrå 19:1                              | Hög              |              | Säbrå, Ångermanland |       | 62.615556, 17.909701 | 10249900190001 | Ladda upp en bild av detta fornminne      |
| Säbrå 19:2                              | Hög              |              | Säbrå, Ångermanland |       | 62.615411, 17.909358 | 10249900190002 | Ladda upp en bild av detta fornminne      |
| Säbrå 25:1                              | Röse             |              | Säbrå, Ångermanland |       | 62.678263, 17.913666 | 10249900250001 | Ladda upp en bild av detta fornminne      |
| Säbrå 25:2                              | Röse             |              | Säbrå, Ångermanland |       | 62.678182, 17.913382 | 10249900250002 | Ladda upp en bild av detta fornminne      |
| Säbrå 25:3                              | Röse             |              | Säbrå, Ångermanland |       | 62.678271, 17.913276 | 10249900250003 | Ladda upp en bild av detta fornminne      |
| Säbrå 26:1                              | Röse             |              | Säbrå, Ångermanland |       | 62.678148, 17.908761 | 10249900260001 | Ladda upp en bild av detta fornminne      |
| Säbrå 26:2                              | Röse             |              | Säbrå, Ångermanland |       | 62.678235, 17.908530 | 10249900260002 | Ladda upp en bild av detta fornminne      |
| Säbrå 26:3                              | Röse             |              | Säbrå, Ångermanland |       | 62.678229, 17.908986 | 10249900260003 | Ladda upp en bild av detta fornminne      |
| Säbrå 27:1                              | Röse             |              | Säbrå, Ångermanland |       | 62.676588, 17.903102 | 10249900270001 | Ladda upp en bild av detta fornminne      |
| Säbrå 28:1                              | Hög              |              | Säbrå, Ångermanland |       | 62.677652, 17.898168 | 10249900280001 | Ladda upp en bild av detta fornminne      |
| Säbrå 28:2                              | Stensättning     |              | Säbrå, Ångermanland |       | 62.677696, 17.898535 | 10249900280002 | Ladda upp en bild av detta fornminne      |
| Säbrå 29:1                              | Röse             |              | Säbrå, Ångermanland |       | 62.684056, 17.840362 | 10249900290001 | Ladda upp en bild av detta fornminne      |
| Säbrå 30:1                              | Hög              |              | Säbrå, Ångermanland |       | 62.687565, 17.848390 | 10249900300001 | Ladda upp en bild av detta fornminne      |
| Säbrå 30:2                              | Hög              |              | Säbrå, Ångermanland |       | 62.687796, 17.849977 | 10249900300002 | Ladda upp en bild av detta fornminne      |
| Säbrå 31:1                              | Hög              |              | Säbrå, Ångermanland |       | 62.688755, 17.852551 | 10249900310001 | Ladda upp en bild av detta fornminne      |
| Säbrå 31:2                              | Hög              |              | Säbrå, Ångermanland |       | 62.688751, 17.852188 | 10249900310002 | Ladda upp en bild av detta fornminne      |
| Säbrå 32:1                              | Hög              |              | Säbrå, Ångermanland |       | 62.684179, 17.854079 | 10249900320001 | Ladda upp en bild av detta fornminne      |
| Säbrå 32:2                              | Hög              |              | Säbrå, Ångermanland |       | 62.684073, 17.854087 | 10249900320002 | Ladda upp en bild av detta fornminne      |
| Säbrå 33:1                              | Stensättning     |              | Säbrå, Ångermanland |       | 62.690680, 17.857485 | 10249900330001 | Ladda upp en bild av detta fornminne      |
| Säbrå 34:1                              | Hög              |              | Säbrå, Ångermanland |       | 62.638242, 17.847615 | 10249900340001 | Ladda upp en bild av detta fornminne      |
| Säbrå 35:1                              | Röse             |              | Säbrå, Ångermanland |       | 62.670717, 17.879839 | 10249900350001 | Ladda upp en bild av detta fornminne      |
| Säbrå 35:2                              | Stensättning     |              | Säbrå, Ångermanland |       | 62.670613, 17.879828 | 10249900350002 | Ladda upp en bild av detta fornminne      |
| Säbrå 36:1                              | Röse             |              | Säbrå, Ångermanland |       | 62.672084, 17.878796 | 10249900360001 | Ladda upp en bild av detta fornminne      |
| Säbrå 36:2                              | Röse             |              | Säbrå, Ångermanland |       | 62.671974, 17.878585 | 10249900360002 | Ladda upp en bild av detta fornminne      |
| Säbrå 36:3                              | Röse             |              | Säbrå, Ångermanland |       | 62.671935, 17.879016 | 10249900360003 | Ladda upp en bild av detta fornminne      |
| Säbrå 37:1                              | Röse             |              | Säbrå, Ångermanland |       | 62.702643, 17.986103 | 10249900370001 | Ladda upp en bild av detta fornminne      |
| Säbrå 38:1                              | Röse             |              | Säbrå, Ångermanland |       | 62.677884, 17.930828 | 10249900380001 | Ladda upp en bild av detta fornminne      |
| Säbrå 39:1                              | Gravfält         |              | Säbrå, Ångermanland |       | 62.675182, 17.954623 | 10249900390001 | Ladda upp en bild av detta fornminne      |
| Säbrå 40:1                              | Röse             |              | Säbrå, Ångermanland |       | 62.674291, 17.952213 | 10249900400001 | Ladda upp en bild av detta fornminne      |
| Säbrå 41:1                              | Gravfält         |              | Säbrå, Ångermanland |       | 62.666638, 17.947128 | 10249900410001 | Ladda upp en bild av detta fornminne      |
| Säbrå 42:1                              | Gravfält         |              | Säbrå, Ångermanland |       | 62.679144, 17.960522 | 10249900420001 | Ladda upp en bild av detta fornminne      |
| Säbrå 43:1                              | Röse             |              | Säbrå, Ångermanland |       | 62.683713, 17.962779 | 10249900430001 | Ladda upp en bild av detta fornminne      |
| Säbrå 43:2                              | Röse             |              | Säbrå, Ångermanland |       | 62.683706, 17.963125 | 10249900430002 | Ladda upp en bild av detta fornminne      |
| Säbrå 43:3                              | Stensättning     |              | Säbrå, Ångermanland |       | 62.683868, 17.962919 | 10249900430003 | Ladda upp en bild av detta fornminne      |
| Säbrå 43:4                              | Stensättning     |              | Säbrå, Ångermanland |       | 62.683944, 17.963166 | 10249900430004 | Ladda upp en bild av detta fornminne      |
| Säbrå 44:1                              | Röse             |              | Säbrå, Ångermanland |       | 62.689859, 17.984273 | 10249900440001 | Ladda upp en bild av detta fornminne      |
| Säbrå 48:1                              | Stenkammargrav   |              | Säbrå, Ångermanland |       | 62.664613, 17.833749 | 10249900480001 | Ladda upp en bild av detta fornminne      |
| Säbrå 50:1                              | Hög              |              | Säbrå, Ångermanland |       | 62.640478, 17.861302 | 10249900500001 | Ladda upp en bild av detta fornminne      |
| Säbrå 56:1                              | Röse             |              | Säbrå, Ångermanland |       | 62.684880, 17.841301 | 10249900560001 | Ladda upp en bild av detta fornminne      |
| Säbrå 57:1                              | Stensättning     |              | Säbrå, Ångermanland |       | 62.685908, 17.839653 | 10249900570001 | Ladda upp en bild av detta fornminne      |
| Säbrå 57:2                              | Stensättning     |              | Säbrå, Ångermanland |       | 62.685976, 17.839958 | 10249900570002 | Ladda upp en bild av detta fornminne      |
| Säbrå 79:1                              | Stensättning     |              | Säbrå, Ångermanland |       | 62.683546, 17.854725 | 10249900790001 | Ladda upp en bild av detta fornminne      |
| Säbrå 82:1                              | Stensättning     |              | Säbrå, Ångermanland |       | 62.637546, 17.849882 | 10249900820001 | Ladda upp en bild av detta fornminne      |
| Säbrå 82:2                              | Stensättning     |              | Säbrå, Ångermanland |       | 62.637707, 17.849740 | 10249900820002 | Ladda upp en bild av detta fornminne      |
| Säbrå 107:1                             | Fiskeläge        |              | Säbrå, Ångermanland |       | 62.675860, 17.900961 | 10249901070001 | Ladda upp en bild av detta fornminne      |
| Säbrå 129:1                             | Stensättning     |              | Säbrå, Ångermanland |       | 62.698254, 17.846986 | 10249901290001 | Ladda upp en bild av detta fornminne      |
| Huggnings fäbodar (Säbrå 131:1)         | Fäbod            |              | Säbrå, Ångermanland |       | 62.702694, 17.777798 | 10249901310001 | Ladda upp en bild av detta fornminne      |
| "Älands fäbodevall." (Säbrå 140:1)      | Fäbod            |              | Säbrå, Ångermanland |       | 62.766320, 17.690610 | 10249901400001 | Ladda upp en bild av detta fornminne      |
| Kragoms Fäbod.=Solums Fäb (Säbrå 148:1) | Fäbod            |              | Säbrå, Ångermanland |       | 62.746434, 17.738355 | 10249901480001 | Ladda upp en bild av detta fornminne      |
| Brånsfäbodar, Bråns gamla (Säbrå 163:1) | Fäbod            |              | Säbrå, Ångermanland |       | 62.742139, 17.783284 | 10249901630001 | Ladda upp en bild av detta fornminne      |
| Säbrå 170:1                             | Röse             |              | Säbrå, Ångermanland |       | 62.669993, 17.962384 | 10249901700001 | Ladda upp en bild av detta fornminne      |
| Säbrå 174:1                             | Röse             |              | Säbrå, Ångermanland |       | 62.672687, 17.965719 | 10249901740001 | Ladda upp en bild av detta fornminne      |
| Säbrå 174:2                             | Stensättning     |              | Säbrå, Ångermanland |       | 62.672740, 17.965449 | 10249901740002 | Ladda upp en bild av detta fornminne      |
| Säbrå 175:1                             | Stensättning     |              | Säbrå, Ångermanland |       | 62.664409, 17.943645 | 10249901750001 | Ladda upp en bild av detta fornminne      |
| Säbrå 176:1                             | Röse             |              | Säbrå, Ångermanland |       | 62.664718, 17.942445 | 10249901760001 | Ladda upp en bild av detta fornminne      |
| Säbrå 176:2                             | Röse             |              | Säbrå, Ångermanland |       | 62.664520, 17.942573 | 10249901760002 | Ladda upp en bild av detta fornminne      |
| Säbrå 177:1                             | Gravfält         |              | Säbrå, Ångermanland |       | 62.665300, 17.943579 | 10249901770001 | Ladda upp en bild av detta fornminne      |
| Säbrå 178:1                             | Stensättning     |              | Säbrå, Ångermanland |       | 62.676215, 17.949796 | 10249901780001 | Ladda upp en bild av detta fornminne      |
| Säbrå 179:1                             | Stensättning     |              | Säbrå, Ångermanland |       | 62.662334, 17.967609 | 10249901790001 | Ladda upp en bild av detta fornminne      |
| Säbrå 179:2                             | Stensättning     |              | Säbrå, Ångermanland |       | 62.662425, 17.967734 | 10249901790002 | Ladda upp en bild av detta fornminne      |
| Säbrå 179:3                             | Stensättning     |              | Säbrå, Ångermanland |       | 62.662459, 17.967502 | 10249901790003 | Ladda upp en bild av detta fornminne      |
| Säbrå 183:1                             | Stensättning     |              | Säbrå, Ångermanland |       | 62.678069, 17.910259 | 10249901830001 | Ladda upp en bild av detta fornminne      |
| Säbrå 184:1                             | Röse             |              | Säbrå, Ångermanland |       | 62.666107, 17.948055 | 10249901840001 | Ladda upp en bild av detta fornminne      |
| Säbrå 184:2                             | Stensättning     |              | Säbrå, Ångermanland |       | 62.665947, 17.947967 | 10249901840002 | Ladda upp en bild av detta fornminne      |
| Säbrå 188:1                             | Röse             |              | Säbrå, Ångermanland |       | 62.675235, 17.953336 | 10249901880001 | Ladda upp en bild av detta fornminne      |
| Säbrå 189:1                             | Röse             |              | Säbrå, Ångermanland |       | 62.675725, 17.953921 | 10249901890001 | Ladda upp en bild av detta fornminne      |
| Säbrå 201:1                             | Stensättning     |              | Säbrå, Ångermanland |       | 62.668916, 18.075176 | 10249902010001 | Ladda upp en bild av detta fornminne      |
| Säbrå 201:2                             | Stensättning     |              | Säbrå, Ångermanland |       | 62.669149, 18.075086 | 10249902010002 | Ladda upp en bild av detta fornminne      |
| Säbrå 203:1                             | Stensättning     |              | Säbrå, Ångermanland |       | 62.644528, 18.081659 | 10249902030001 | Ladda upp en bild av detta fornminne      |
| Säbrå 203:2                             | Stensättning     |              | Säbrå, Ångermanland |       | 62.644435, 18.081522 | 10249902030002 | Ladda upp en bild av detta fornminne      |
| Säbrå 207:1                             | Fiskeläge        |              | Säbrå, Ångermanland |       | 62.643683, 18.076597 | 10249902070001 | Ladda upp en bild av detta fornminne      |
| Säbrå 221:1                             | Stensättning     |              | Säbrå, Ångermanland |       | 62.585202, 17.902932 | 10249902210001 | Ladda upp en bild av detta fornminne      |
| Säbrå 223:1                             | Stensättning     |              | Säbrå, Ångermanland |       | 62.586133, 17.923476 | 10249902230001 | Ladda upp en bild av detta fornminne      |
| Säbrå 234:1                             | Hög              |              | Säbrå, Ångermanland |       | 62.637689, 17.876788 | 10249902340001 | Ladda upp en bild av detta fornminne      |
| Säbrå 240:1                             | Stensättning     |              | Säbrå, Ångermanland |       | 62.684150, 17.856442 | 10249902400001 | Ladda upp en bild av detta fornminne      |
| Säbrå 271:1                             | Stensättning     |              | Säbrå, Ångermanland |       | 62.688080, 17.888117 | 10249902710001 | Ladda upp en bild av detta fornminne      |
| Säbrå 278:1                             | Stensättning     |              | Säbrå, Ångermanland |       | 62.668739, 17.883396 | 10249902780001 | Ladda upp en bild av detta fornminne      |
| Säbrå 279:1                             | Stensättning     |              | Säbrå, Ångermanland |       | 62.668783, 17.883232 | 10249902790001 | Ladda upp en bild av detta fornminne      |
| Säbrå 280:1                             | Röse             |              | Säbrå, Ångermanland |       | 62.668594, 17.881909 | 10249902800001 | Ladda upp en bild av detta fornminne      |
| Säbrå 293                               | Stensättning     |              | Säbrå, Ångermanland |       | 62.655299, 17.920484 | 12000000036019 | Ladda upp en bild av detta fornminne      |
| Säbrå 309                               | Stensättning     |              | Säbrå, Ångermanland |       | 62.689505, 17.887367 | 12000000043788 | Ladda upp en bild av detta fornminne      |

## Viksjö
| Namn                           | Lämningstyp      | Tillkomsttid | Historisk indelning  | Plats | Läge                 | ID-nr          | Bild                                 |
| ------------------------------ | ---------------- | ------------ | -------------------- | ----- | -------------------- | -------------- | ------------------------------------ |
| Viksjö 13:1                    | Begravningsplats |              | Viksjö, Ångermanland |       | 62.735793, 17.419778 | 10251000130001 | Ladda upp en bild av detta fornminne |
| Viksjö 62:1                    | Fäbod            |              | Viksjö, Ångermanland |       | 62.802797, 17.496586 | 10251000620001 | Ladda upp en bild av detta fornminne |
| Näsfäboan (Viksjö 80:1)        | Fäbod            |              | Viksjö, Ångermanland |       | 62.837316, 17.449190 | 10251000800001 | Ladda upp en bild av detta fornminne |
| Nordansjöbodarna (Viksjö 81:1) | Fäbod            |              | Viksjö, Ångermanland |       | 62.829748, 17.456833 | 10251000810001 | Ladda upp en bild av detta fornminne |